# Sleep (Band)
Sleep ist eine 1990 gegründete Stoner-Doom-Band aus San José, Kalifornien. Sie gilt als eine der bedeutendsten Bands und Wegbereiter des Stoner-Doom.

## Geschichte

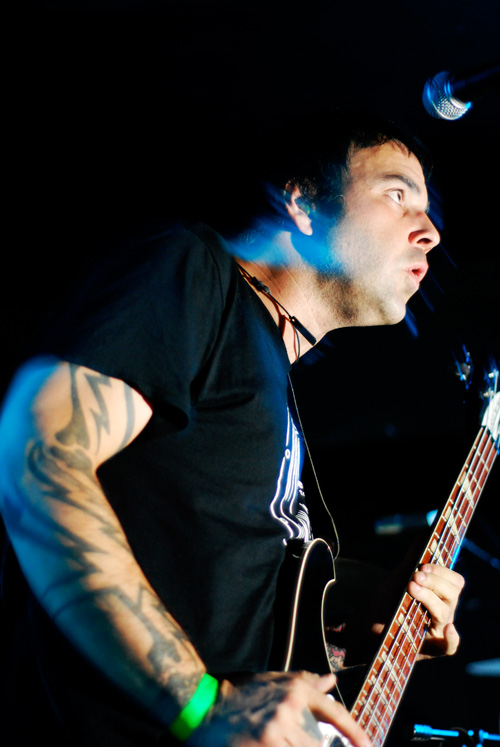
Al Cisneros mit OM Live im Club Europa

Sleep wurden 1990 von Al Cisneros, Chris Hakius und Matt Pike gegründet, nachdem die Bandmitglieder das Vorgängerprojekt Asbestosdeath aufgelöst hatten. Die Band wurde nach dem Ausstieg des Gitarristen Tom Choi durch Justin Marler ergänzt, was den Ausschlag zu einer Umbenennung der Band gab. Die existierenden Aufnahmen von Asbestosdeath wurden 2007 durch Southern Lord wiederveröffentlicht.
Das bei dem kleinen Indielabel Tupelo Records erschienene, auf traditionellen Doom Metal fokussierte, Debütalbum Volume One verschaffte der Band ausreichend Aufmerksamkeit für einen Vertrag mit der auf Extreme Metal spezialisierten Firma Earache Records.
Auf Earache wurde das zweite Studioalbum Holy Mountain, auch als Sleep’s Holy Mountain bekannt, veröffentlicht. Für Holy Mountain variierten Sleep ihren Stil durch die Aufnahme von Stoner- und Psychedelic-Elementen. Für Holy Mountain kooperierte die Band das erste Mal mit Billy Anderson (Melvins, EyeHateGod, Mr. Bungle) als Produzenten. Mit diesem, ohne Justin Marler entstandenen, Album begann Sleep Einfluss auf die Entwicklung des Stoner Doom zu nehmen.
Nachdem Holy Mountain erste Erfolge verzeichnete erhielten Sleep Majorlabel-Angebote von Elektra- und London-Records. Die Entscheidung einen Vertrag mit London Records zu unterzeichnen, basierte auf dem besseren finanziellen Angebot und der Tatsache, dass London, seinerzeit weniger Metal-Bands unter Vertrag hatte, weshalb sich Sleep eine bevorzugte Behandlung erhofften.
Der Labelwechsel verursachte jedoch einen lange anhaltenden Rechtsstreit zwischen Earache und London. Weshalb das 1995 geschriebene Folgealbum Jerusalem erst 1996 aufgenommen wurde. Die lange Wartezeit, der Aufnahmeprozess, an welchem erneut Billie Anderson beteiligt war, begründeten eine aufkommende Unzufriedenheit im Bandgefüge. Hakius und Cisneros stritten sich zunehmend um Rhythmusfiguren und das gespielte Tempo, des über eine Stunde geplanten durchgehenden Stücks.
London weigerte sich, trotz der vor der Vertragsunterzeichnung dargestellten Intention, das durchgehende Musikstück als Album zu veröffentlichen und ließ das Master durch eigene Tontechniker überarbeiten. Die letztlich von London fertiggestellte Version des Albums war in sechs Teilstücke unterteilt und allein als rare Promo-CD veröffentlicht worden.
1997 lösten sich Sleep, noch bevor Jerusalem veröffentlicht wurde auf. Pike gründete 1999 High on Fire. Cisneros spielte mehrere Jahre in keiner bekannten Band und widmete sich vornehmlich seiner Schulbildung, bis er 2004 mit Hakius OM gründete.
Jerusalem wurde 1999 zum ersten Mal durch Rise Above offiziell veröffentlicht. Die 52-minütige Version enthielt weiterhin die sechs Unterteilungen. 2003 erschien das Album unter dem Titel Dopesmoker ca. 64 Minuten Spieldauer des Hauptstückes und dem etwa 9-minütigen Hidden Track „Sonic Titan“ via Tee Pee Records. 2012 erschien das Album erneut mit einem weiteren ergänzenden 12-minütigem Stück über Southern Lord. Jede Version erschien mit veränderter Gestaltung und Covermotiv. In die Veröffentlichungen war die Band kaum involviert. Cisneros äußerte sich hinsichtlich der diversen Veröffentlichungen dahingehend, dass die 2012er-Version jene sei, die er sich für das Album vorgestellt habe.
Im Jahr 2009 kam die Band erneut zusammen um beim All Tomorrow’s Parties Festival in Somerset aufzutreten. In den folgenden Jahren traten Sleep mehrfach auf und bestritten eine US-Tour. Unterdessen trennte sich die Band von Hakius und ersetzte ihn durch den Neurosis-Schlagzeuger Jason Roeder.

## Stil
Das Debütalbum und die darauf folgende EP der Band werden zumeist noch als Doom Metal im Sinn früher Black Sabbath bezeichnet. Die weiteren darauf folgenden Veröffentlichungen nahmen zunehmend Elemente des Psychedelic Rock auf und schufen gemeinsam mit Kyuss und Earth, in Anlehnung an The Melvins den Stoner-Doom.
Die Band nutzt einen andauernden Wechsel zwischen ruhigen und rockigen Passagen. Hinzukommend verkörpern Sleep mit WahWah-Soli, Jaminterludes und Stücken über 20 Minuten die Spielweise des Stoner Doom.
Ausufernde Songpassagen, einprägsame Rhythmusstrukturen und ein basslastiger Sound prägen den Klang der Band.
Der Gesang ist teilweise rau dargebracht, das Schlagzeug scheppernd, die Gitarren sind tiefer gestimmt und durch Bassverstärker gespielt.

## Filmografie
- 1996: Dragonaut (Musikvideo, London Records)
- 1997: Gummo (Dragonaut und Some Grass (Soundtrack))
- 2005: Broken Flowers (Dopesmoker (Soundtrack))

## Diskografie
- 1990: Kein Titel (Demoalbum, Eigenvertrieb)
- 1991: Volume 1 (Album, Tupelo Records)
- 1992: Volume 2 (EP, Off the Disk Records)
- 1993: Sleep’s Holy Mountain (Album, Earache Records)
- 1999: Jerusalem (Album, The Music Cartel/Rise Above Records; 2003/2012 als Dopesmoker Tee Pee Records/Southern Lord Records)
- 2009: Reunion at All Tomorrow's Parties (Live-Bootleg, Ohne Label)
- 2012: Denver Colorado 09.05.10 (Live-Bootleg, Chalker Place Records)
- 2018: The Sciences (Third Man Records)